# Forever Living Products
Forever Living Products (FLP) é a maior produtora e fabricante de produtos à base de Aloe Vera do mundo.
Fundada em 1978, pelo americano Rex Maughan, a Forever Living atua no chamado network marketing, modelo de negócios em que consumidores e parceiros se cadastram na empresa e passam a ter a oportunidade de utilizar produtos com desconto ou de desenvolver a atividade sem a necessidade de um estabelecimento físico.
Com mais de 40 anos de história e atuação em mais de 160 países, a Forever Living chegou ao Brasil em 1996. A grande aceitação de seus produtos fez com que o Brasil atingisse por inúmeras vezes o primeiro lugar de vendas mundiais da empresa.
A matriz brasileira fica localizada em Botafogo, Rio de Janeiro. A empresa está presente em todo o território nacional e já conta com filiais estabelecidas em 13 cidades: Rio de Janeiro, São Paulo, Porto Alegre, Recife, Fortaleza, Curitiba, Salvador, Belo Horizonte, Brasília, São Luís, Natal, Arapiraca e Teresina.

## Produtos
A Forever Living trabalha em quatro frentes de produtos: bebidas, cuidados pessoais, nutrição e cosméticos. O Aloe Vera, também conhecido como Babosa, usado no desenvolvimento de seus produtos, é cultivado em plantações próprias na República Dominicana e no estado do Texas, no sul dos Estados Unidos. O gel encontrado no interior da planta possui propriedades calmantes, nutritivas e hidratantes.
Cada folha é colhida manualmente e processada durante horas para garantir o Aloe Vera mais fresco. Todo o processo, desde o plantio até a distribuição, possui um rígido controle de qualidade.
Os produtos da Forever Living são reconhecidos pelo Aloe Vera Science Council, instituição que comprova a qualidade de produtos com Aloe Vera de todo o mundo. Outros selos que a empresa possui são o Cruelty Free, concedido pela PETA (People for the Ethical Treatment of Animals) e os Certificados Halal e Kosher.

## Modelo de Negócio
O Network Marketing, modelo de negócio da Forever Living, é baseado em relações e pode ser desenvolvido de diferentes maneiras.
Para iniciar a carreira no plano de marketing da empresa, as pessoas devem realizar um cadastro simples, tornando-se Forever Business Owners (FBOs). FBOs podem adquirir produtos diretamente da empresa, patrocinar outros FBOs e obter bônus sobre as compras efetuadas por eles.
Entre os benefícios do plano estão maior flexibilidade de horários, legado hereditário e viagens internacionais, além de não haver necessidade de estoques e de funcionários.

## Responsabilidade Socioambiental
A Forever Living avalia continuamente suas práticas a fim de aprimorar suas operações. Entre diversas iniciativas, a empresa implementou um sistema de irrigação que, ao invés de irrigar os campos de maneira tradicional, goteja individualmente cada planta de Aloe Vera. O processo reduziu drasticamente o consumo de água no cultivo da nossa matéria-prima.
A Forever Living processa, diariamente, cerca de 85 mil kg de Aloe Vera. Após a extração do gel localizado no interior da planta, as cascas se transformam em mais ou menos 30 mil kg de resíduos. Este material é moído, transformado em fertilizante natural e reutilizado nas plantações. A empresa não utiliza fertilizantes químicos e nem pesticidas em seus processos. O controle de pragas é feito por cabras que comem as ervas daninhas, permitindo uma colheita sem perdas e sem comprometer a integridade da babosa.
A empresa desenvolve, ainda, um programa de reciclagem para garantir o reaproveitamento de qualquer material que possa ser reutilizado.
Vinte plantas de Aloe Vera são capazes de converter a mesma quantidade de CO2 em oxigênio que uma árvore. Assim, as plantações da Forever Living retiram do planeta mais de dois milhões de toneladas de CO2 por ano.
Rex Maughan, fundador e CEO da Forever Living, fundou, também, a Forever Giving, uma instituição que apoia organizações de caridade em todo o mundo, concentrando-se em desenvolver fundos, instalações e educação que podem ajudar pessoas a lutar contra a pobreza, a fome e a falta de serviços médicos disponíveis.